# MiSaMo
MiSaMo (stylisé en majuscule) est une sous-unité du girl group sud-coréen Twice lancée par JYP Entertainment en 2023. Elle est composée des trois membres japonaises du groupe, à savoir Mina, Sana et Momo. Le groupe sort son premier mini-album Masterpiece en 2023.

## Histoire
Dès 2012, JYP Entertainment avait pour projet de faire débuter quatre stagiaires japonaises, dont Momo et Sana, au Japon. Mais à cause de la détérioration des relations entre la Corée du Sud et le Japon à cette époque, le projet avait été suspendu indéfiniment.
En septembre 2022, après avoir découvert que JYP Entertainment avait fait déposer le nom « MISAMO » en tant que propriété intellectuelle, des rumeurs émergent sur la possibilité du lancement de la première sous-unité du groupe Twice. Les fans et les membres du groupe utilisant déjà ce nom pour désigner les trois membres japonaises du groupe.
Le 25 janvier 2023, Momo, Sana et Mina sortent leur premier titre en trio. Intitulé Bouquet, il s’agit d’une bande originale pour le drama japonais Liaison: Children's Heart Clinic de TV Asahi.
Début février 2023, après avoir publié trois teasers individuels, il est annoncé que MISAMO fera officiellement ses débuts en juillet 2023 avec son premier mini-album japonais. Le 13 juin, il est révélé que cet album se nomme Masterpiece et qu'il sera composé de sept titres dont la chanson principale Do not touch. Par ailleurs, pour célébrer la sortie du premier mini-album de MISAMO, le trio tiendra 5 jours de concert à Osaka et Yokohama au Japon.
Masterpiece sort le 26 juillet et atteint la première position du classement hebdomadaire d'albums établi par Oricon dans la semaine qui suit.
Le 13 novembre 2023, il est confirmé que MISAMO participera à la 74e édition de Kōhaku Uta Gassen, émission télévisée musicale annuelle très populaire au Japon.
Le 6 novembre 2024, MISAMO sort son second mini-album intitulé Haute Couture qui comprend les singles New Look et Identity.
En mars 2025, il est annoncé que MISAMO chantera la bande originale du film Kakukaku Shikajika. Intitulée Message, la sortie de la chanson est prévue pour le 28 avril.

## Membres
- Momo Hirai (平井もも) ; née le 9 novembre 1996 (28 ans)
- Sana Minatozaki (湊崎紗夏) ; née le 29 décembre 1996 (28 ans)
- Mina Myoui (名井南) ; née le 24 mars 1997 (28 ans)

## Discographie

### Mini-albums (EP)
| Année | Titre         | Détails                                                                             | Classement | Ventes                |
| Année | Titre         | Détails                                                                             | JAP        | Ventes                |
| ----- | ------------- | ----------------------------------------------------------------------------------- | ---------- | --------------------- |
| 2023  | Masterpiece   | - Date de sortie : 26 juillet 2023 - Labels : JYP Entertainment, Warner Music Japan | 1          | JAP : plus de 200 000 |
| 2024  | Haute Couture | - Date de sortie : 6 novembre 2024 - Labels : JYP Entertainment, Warner Music Japan | 2          | JAP : plus de 204 000 |

### Singles
| Année                                                      | Titre        | Meilleures positions | Meilleures positions | Album         |
| Année                                                      | Titre        | JAP                  | USA World            | Album         |
| ---------------------------------------------------------- | ------------ | -------------------- | -------------------- | ------------- |
| 2023                                                       | Bouquet      | 32                   | —                    | Masterpiece   |
| 2023                                                       | Marshmallow  | 57                   | —                    | Masterpiece   |
| 2023                                                       | Do not touch | 58                   | 13                   | Masterpiece   |
| 2024                                                       | New Look     | 8                    | —                    | Haute Couture |
| 2024                                                       | Identity     | 32                   | —                    | Haute Couture |
| 2025                                                       | Message      | À venir              | À venir              | Hors album    |
| "—" indique que le single ne s'est pas classé dans ce pays |              |                      |                      |               |

## Concerts
MISAMO Japan Showcase Tour - Masterpiece (2023)
| Date            | Pays  | Ville    | Lieu                | Audience |
| --------------- | ----- | -------- | ------------------- | -------- |
| 22 juillet 2023 | Japon | Osaka    | Intex Osaka, Hall 5 | 40 000   |
| 23 juillet 2023 | Japon | Osaka    | Intex Osaka, Hall 5 | 40 000   |
| 25 juillet 2023 | Japon | Yokohama | Pia Arena MM        | 40 000   |
| 26 juillet 2023 | Japon | Yokohama | Pia Arena MM        | 40 000   |
| 27 juillet 2023 | Japon | Yokohama | Pia Arena MM        | 40 000   |

MISAMO Japan Dome Tour - Haute Couture (2024–2025)
| Date             | Pays  | Ville      | Lieu               | Audience |
| ---------------- | ----- | ---------- | ------------------ | -------- |
| 2 novembre 2024  | Japon | Tokorozawa | Seibu Dome         | 250 000  |
| 3 novembre 2024  | Japon | Tokorozawa | Seibu Dome         | 250 000  |
| 16 novembre 2024 | Japon | Osaka      | Kyocera Dome Osaka | 250 000  |
| 17 novembre 2024 | Japon | Osaka      | Kyocera Dome Osaka | 250 000  |
| 15 janvier 2025  | Japon | Tokyo      | Tokyo Dome         | 250 000  |
| 16 janvier 2025  | Japon | Tokyo      | Tokyo Dome         | 250 000  |